# Uitslagen PGA Holland
Dit is een lijst van uitslagen van de golftoernooien, die meetellen voor de Order of Merit van de PGA Holland.
De Monday Tour is een serie golftoernooien van 18 holes, die steeds op een andere baan gespeeld worden, altijd op maandag. Er is een aparte heren en dames uitslag. In 2009 is Cobra sponsor van deze Tour geworden.
De PHA Holland Tour en de Monday Tour maken sinds 2013 deel uit van de BeNeLux Golf Tour.  

## 2013
- Order of Merit heren en dames

Teitlist BeNeLux Tour
| Datum       | Toernooi                   | Baan               | Winnaar                 | Winnares         |
| ----------- | -------------------------- | ------------------ | ----------------------- | ---------------- |
| 25/03       | Golf Instructeurs 1        | Zoetermeer         | Niels Hendriks          |                  |
| 15/04       | Golf Instructeurs 2        | Purmerend          | Dennis Deegen           |                  |
| 13/05       | Golf Instructeurs 3        | Zoetermeer         | Bart van Mechelen       |                  |
| 14/05-16/05 | Deauville Pro-Am           | 3 banen            | Fabien Marty ( -9)      |                  |
| 14/08-17/08 | Nationaal Open, strokeplay | Rosendaelsche GC   | Inder van Weerelt (-12) | Dewi Weber (AM)  |
| 19/06-22/06 | Nationaal Open, matchplay  | G&CC Geijsteren    | Ralph Miller            | Chrisje de Vries |
| 07/07-09/07 | PGA Trophy                 | GC Wouwse Plantage | Nicolas Nubé (-4)       |                  |
| 24/08-25/08 | PGA Benelux Trophy         | Houthalen, België  | Gerald Gresse (-9)      |                  |
| 03/06-04/06 | PGA Kampioenschap          | Wittem             | Xavier Ruiz Fonhof (-3) |                  |
| 31/08-01/09 | Twente Cup                 | Twentsche Golfclub |                         |                  |

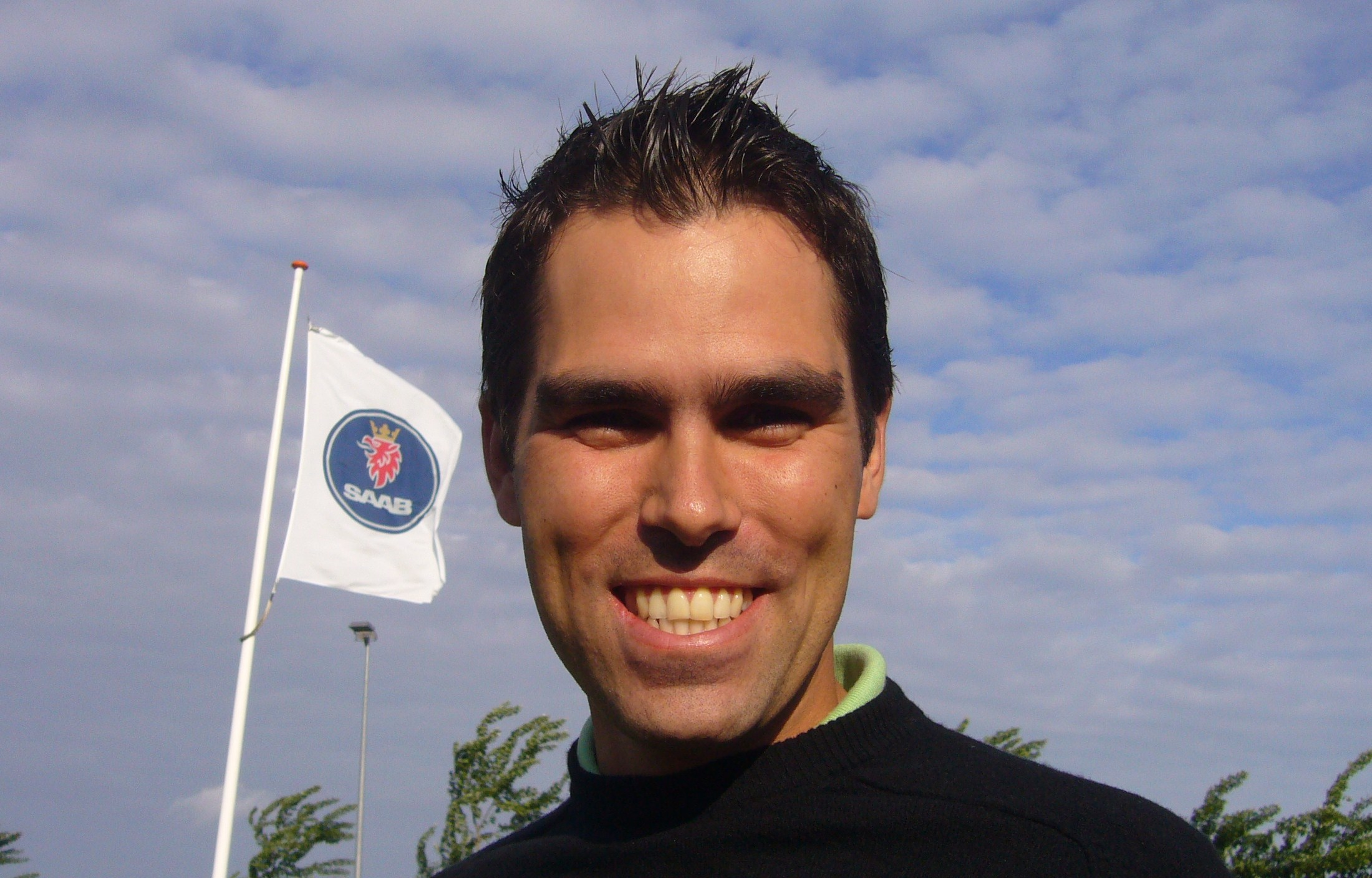
Xavier Ruiz Fonhof

Ernst & Young Titleist Monday Tour
| Datum | Baan        | Winnaar                             |
| ----- | ----------- | ----------------------------------- |
| 29/04 | Ternesse GC | Joost Steenkamer (-1)               |
| 27/05 | RC Fagnes   | Laurent Richard en Robin Swane (-2) |
| 08/07 | Herkenbosch | Dimitri Van Doren (-3)              |
| 22/07 | Maastricht  | Floris Josten (par)                 |

## 2012
| Datum       | Toernooi                    | Baan                          | Winnaar                               |
| ----------- | --------------------------- | ----------------------------- | ------------------------------------- |
| 02/02-03/02 | Corendon Cornelia Diamond   | Cornelia Faldo Resort, Belek  | Wil Besseling                         |
| 29/04-30/04 | 4de Delfland Invitational   | Golfbaan Delfland             | Floris de Haas (AM)                   |
| 08/06-11/06 | Nationaal Open, strokeplay  | Oosterhoutse Golf Club        | Daan Huizing Ileen Domela Nieuwenhuis |
| 19/06-20/06 | 5de FortaRock Golf          | BurgGolf Wijchen              | Chrisje de Vries                      |
| 23/06-26/06 | Nationaal Open, matchplay   | Golf & Countryclub Geijsteren | Hiddo Uhlenbeck Annemieke de Goederen |
| 07/07-09/07 | PGA Trophy                  | Golfclub Wouwse Plantage      | Robin Swane                           |
| 2807/-29/07 | PGA Benelux Trophy          | Houthalen, België             | Hugues Joannes                        |
| 23/08-26/08 | Valvoline PGA Kampioenschap | Maastricht Internationaal     | Ben Collier Annemieke de Goederen     |
| 04/09-05/09 | Twente Cup                  | Twentsche Golfclub            | Ben Collier                           |

Monday Tour 2012:

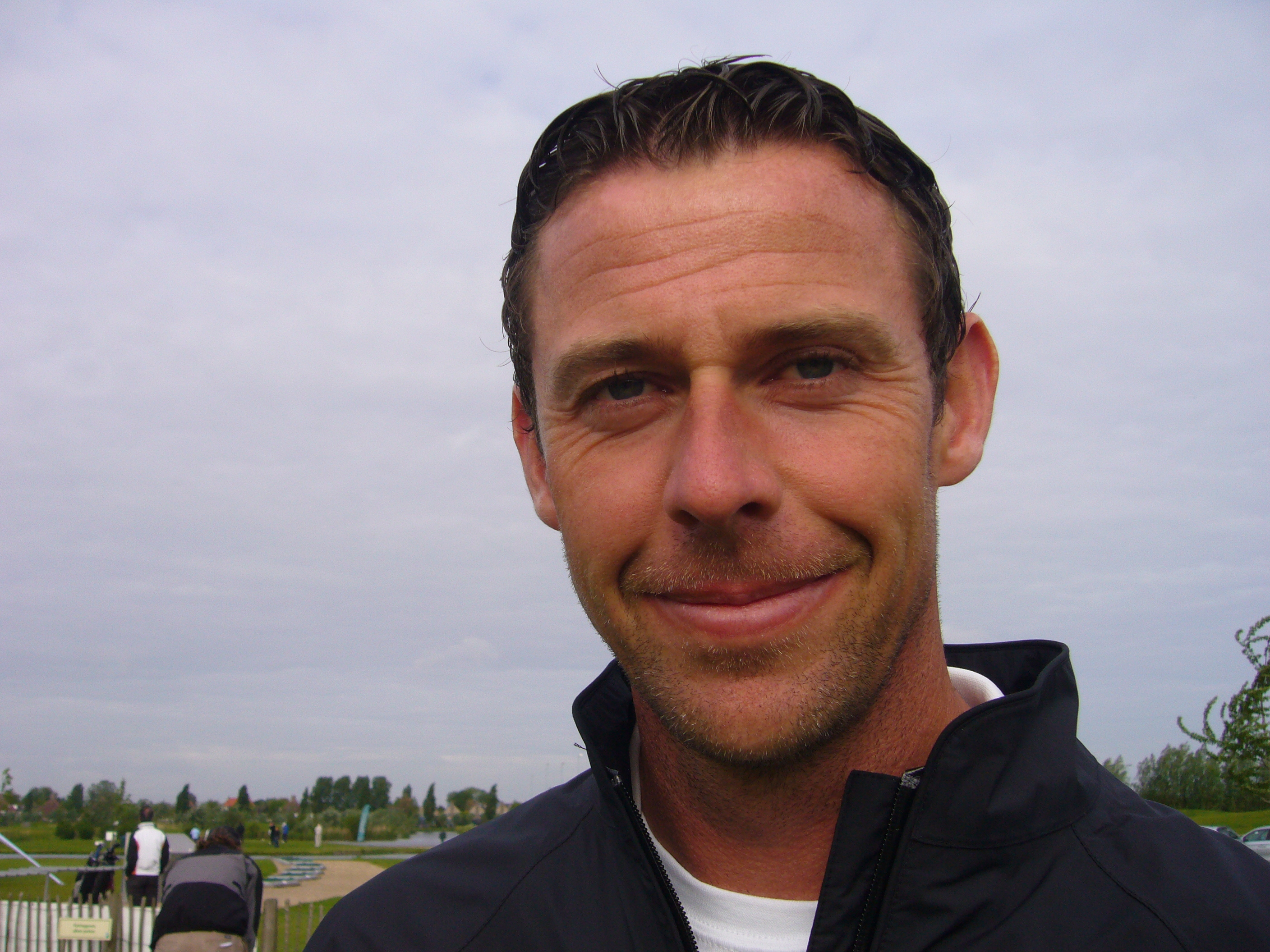
Ben Collier

- Purmerend: Xavier Ruiz Fonhof (-4), Sandra Eggermont (+5) en Mette Hageman (+5)
- Herkenbosch: Richard Kind (+1), Sandra Eggermont (+2)
- Cromstrijen: Fernand Osther

## 2011
Nieuw in 2011 zijn de twee toernooien van de Benelux Golf Tour en de Dunhill formule. De MAZARS Wouwse Pro-Am wordt 2 dagen in Dunhill formule gespeeld en de laatste dag in Pro-Am formule (teams)

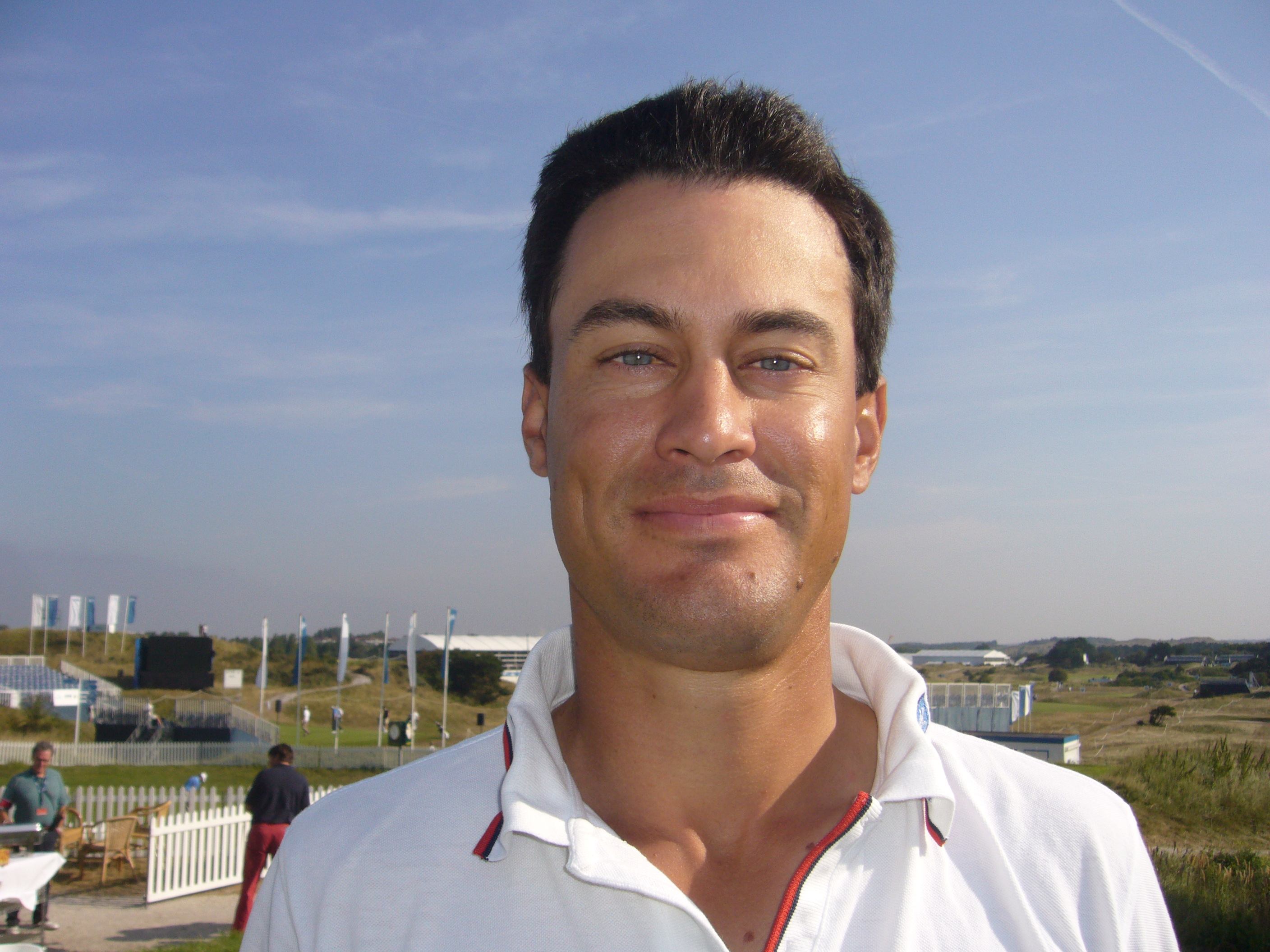
Inder van Weerelt

| Datum          | Toernooi                 | Baan                    | Winnaar                       |
| -------------- | ------------------------ | ----------------------- | ----------------------------- |
| 2-5 mei        | Deauville Pro-Am         | Deauville               | Laurent Richard               |
| 21-22 mei      | FortaRock golftoernooi   | Wijchen                 | Inder van Weerelt             |
| 22-25 juni     | Nationale Open Matchplay | Geijsteren              | Inder van Weerelt             |
| 30 juni-2 juli | MAZARS Wouwse Pro-Am     | Wouwse Plantage         | Robin Swane                   |
| 27-29 juli     | PGA Benelux Trophy       | Houthalen               | Robin Swane                   |
| 17-20 augustus | Nationaal Open Heren     | Houtrak                 | Ben Collier                   |
| 17-20 augustus | Nationaal Open Dames     | Houtrak                 | Ileen Domela Nieuwenhuis (AM) |
| 22-25 augustus | Prof Kampioenschap Heren | Maastricht              |                               |
| 22-25 augustus | Prof Kampioenschap Dames | Maastricht              | Mette Hageman                 |
| 3-4 september  | Twente Cup               | Twentsche               | Inder van Weerelt             |
| 8-11 september | KLM Open                 | Hilversumsche Golf Club | Simon Dyson                   |

Monday Tour

| Datum        | Baan                   | Winnares              | Winnaar                          |
| ------------ | ---------------------- | --------------------- | -------------------------------- |
| 18 april     | Nunspeet               | Mette Hageman         | Johan Eerdmans                   |
| 23 mei       | Golfclub De Heelsumse  | Mette Hageman         | Djur de Haan & Kevin Broekhuis   |
| 6 juni       | Rijswijk               | Marcella van der Bom  | Brian Seton & Ramon Schilperoord |
| 27 juni      | Groene Ster            | Ashley Bergwerff      | Eduard Schwarz                   |
| 11 juli      | Het Rijk van Margraten | Annemieke de Goederen | Ramon Schilperoord               |
| 25 juli      | Havelte                | Mette Hageman         | Sven Maurits                     |
| 8 augustus   | Herkenbosch            | Mette Hageman         | Ralph Miller                     |
| 5 september  | Waterland              | Annemieke de Goederen | Craig Farrelly                   |
| 19 september | Hoenshuis              | Annemieke de Goederen | Edward de Jong                   |
| 3 oktober    | Naarderbos             | Marieke Zelsmann (AM) | Edward de Jong                   |

## 2010
| Datum          | Baan                     | Toernooi                                 | Winnaar                               |
| -------------- | ------------------------ | ---------------------------------------- | ------------------------------------- |
| 2-3 februari   | Corendon Golf, Belek     | Corendon Cornelia Diamond Open           | Wil Besseling                         |
| 29-30 mei      | Golfbaan Delfland        | Delfland Invitational                    | Floris de Haas (AM)                   |
| 8-11 juni      | Oosterhoutse Golf Club   | Nationaal Open Heren                     | Daan Huizing                          |
| 18-19 juni     | Best Golf & Country Club | Nationaal Open Dames                     | Chrisje de Vries (AM)                 |
| 23-26 juni     | Geijsteren               | NK Matchplay Heren NK Matchplay Dames    | Hiddo Uhlenbeck Annemieke de Goederen |
| 5 juli         | Dommel                   | Senior Cup Super Senior                  | Brian Gee Alex Loesberg               |
| 7-10 juli      | PGA Trophy               | Wouwse Plantage                          | Robin Swane                           |
| 23-26 augustus | Golfclub Maastricht      | PGA Kampioenschap Heren Maastricht Dames | Ben Collier Annemieke de Goederen     |
| 4-5 september  | Twentsche Golfclub       | Van Lanschot Twente Cup                  | Ben Collier                           |
| 9-12 september | Hilversumsche Golf Club  | KLM Open                                 | Martin Kaymer                         |

Monday Tour

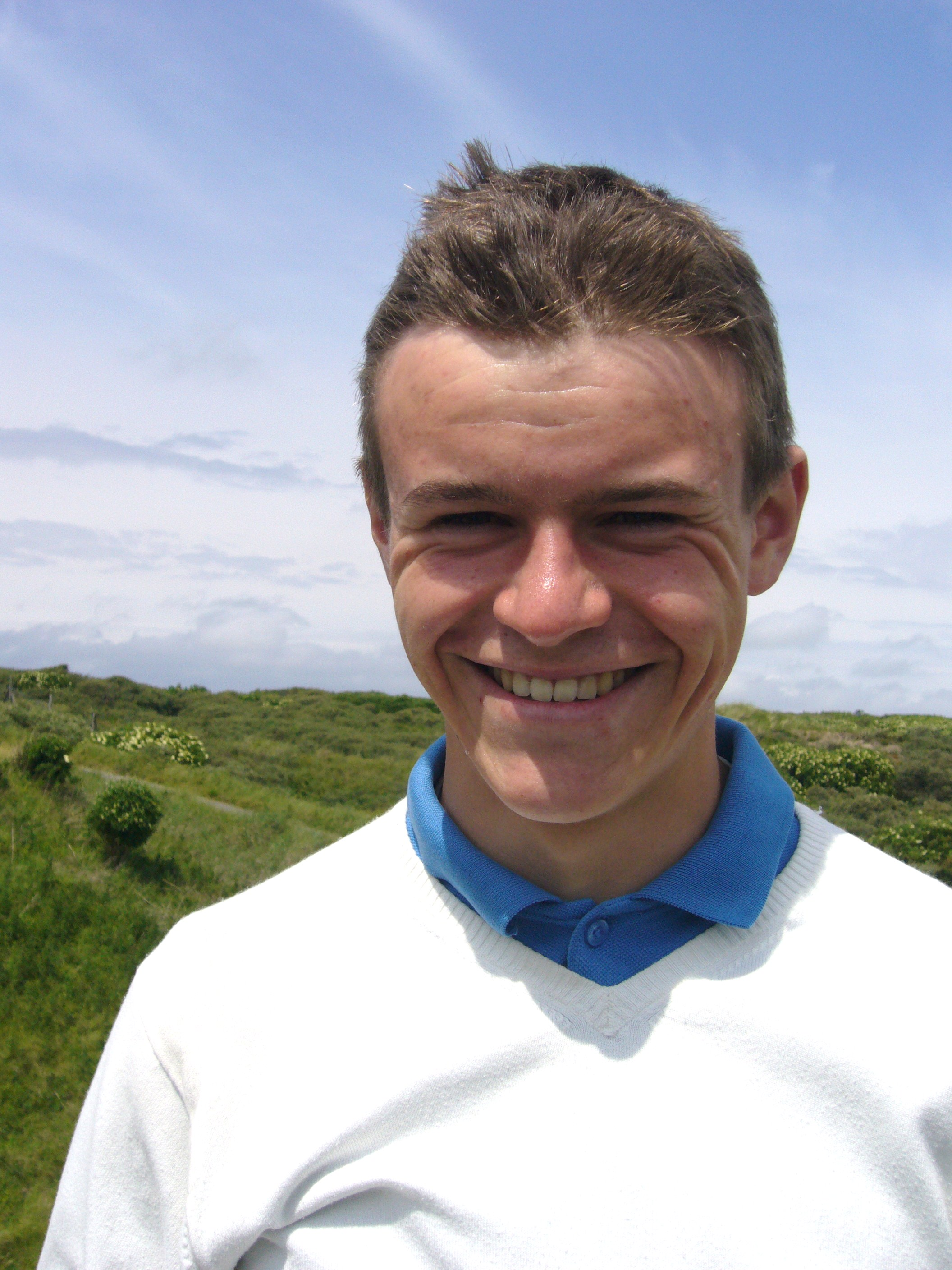
Daan Huizing, winnaar Nationaal Open

Op de ranglijst van de dames staan 10 namen, op de lijst van de heren 79 namen. Winnaars van de Monday Tour Order of Merit van 2010 zijn Jules Kappen en Sandra Eggermont, die beiden twee toernooien wonnen.
| Datum        | Baan                      | Winnares              | Winnaar                                                |
| ------------ | ------------------------- | --------------------- | ------------------------------------------------------ |
| 26 april     | Maastricht Internationaal | Annemieke de Goederen | Andy Evans, Jules Kappen, Eric Dillisse en Harold Moss |
| 31 mei       | de Amsterdamse Golf Club  | Annemieke de Goederen | Jules Kappen                                           |
| 7 juni       | De Groene Ster            | Sandra Eggermont      | Ron Plas                                               |
| 19 juli      | Rozenstein                | Annemieke de Goederen | Martin Biersteker                                      |
| 16 augustus  | Naarderbos                | Sandra Eggermont      | Martin Wedema                                          |
| 13 september | De Heelsumse              | Annemieke de Goederen | Eric Dillisse en Max Langelaan (+4)                    |

## 2009
| Datum       | Toernooi                                        | Baan                                       | Winnaar                             |
| ----------- | ----------------------------------------------- | ------------------------------------------ | ----------------------------------- |
|             | 3de FortaRock Golf                              | Wijchen                                    | John Boerdonk                       |
| 5/6 - 7/6   | ABN AMRO Ladies Open                            | Eindhovensche Golf                         | Tania Elosegui                      |
| 9/6 - 12/6  | Nationaal Heren Open                            | Noordwijkse Golfclub                       | Tjeerd Staal                        |
| 18/6 - 20/6 | Nationaal Dames Open                            | Haagsche                                   | Christel Boeljon                    |
| 24/6 - 27/6 | NK Matchplay Dames NK Matchplay Heren           | Geijsteren                                 | Chrisje de Vries (Am) Mark Reynolds |
| 6/7         | Nationaal Senior Open                           | Dommel                                     | Brian Gee                           |
| 8/7 - 9/7   | PGA Trophy                                      | Wouwse Plantage                            | Mark Reynolds                       |
| 13/8 - 14/8 | Interland Holland - België                      | Royal Golf Club des Fagnes                 | Nederland                           |
| 24/8 - 27/8 | PGA Kampioenschap Heren PGA Kampioenschap Dames | Maastricht International Golfbaan Delfland | Hiddo Uhlenbeck Mette Hageman       |
| 20/9 - 23/9 | KLM Open                                        | Kennemer                                   | Simon Dyson                         |
| 5/9 - 6/9   | Van Lanschot Twente Cup                         | Twentsche Golfclub                         | Alain Ruiz Fonhof                   |
| 10/9 - 13/9 | Dutch Futures Challenge Open                    | Houtrak                                    | Nicolas Colsaerts                   |

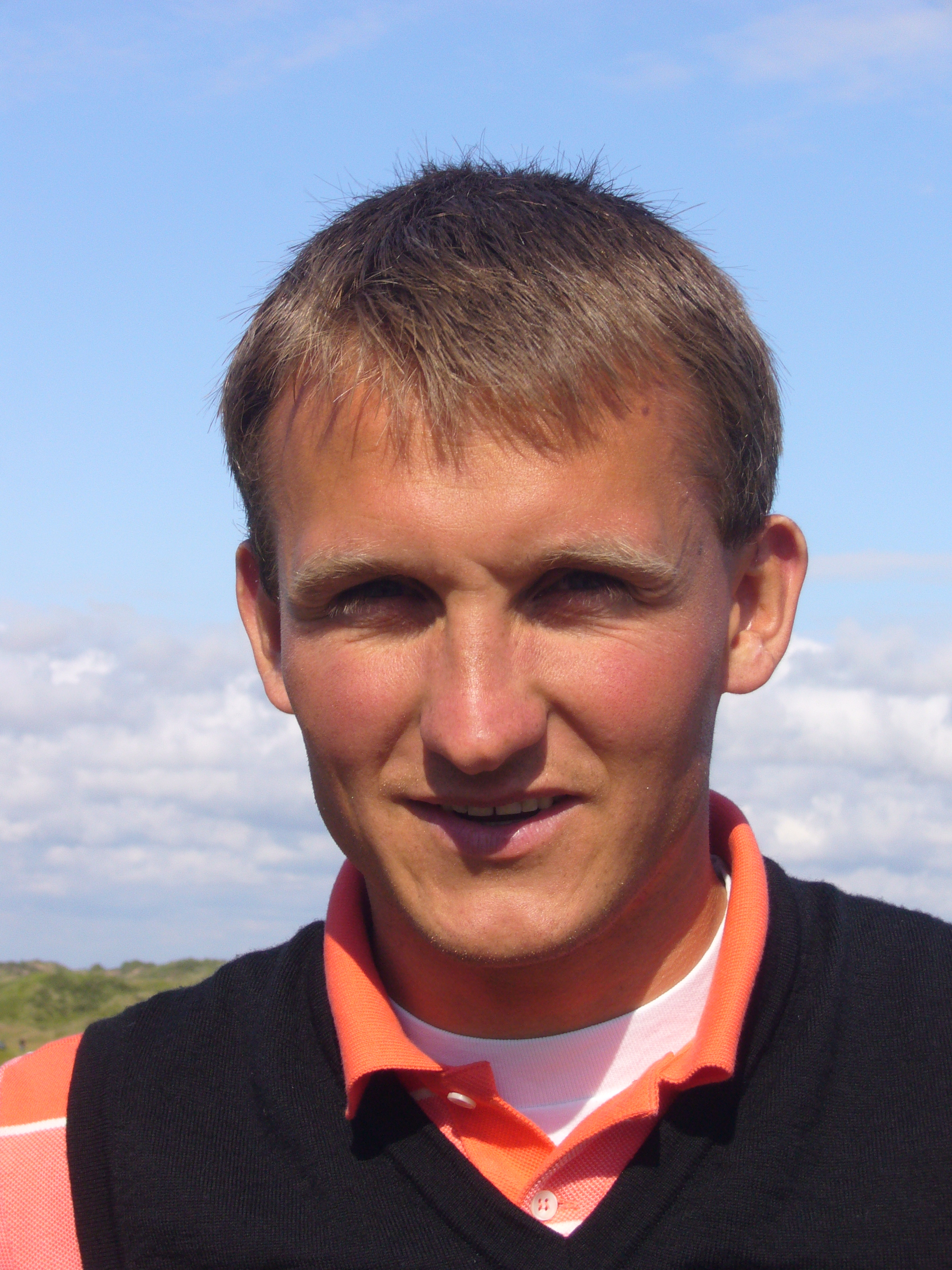
Tjeerd Staal, winnaar Nationaal Open

De Cobra Monday Tour bestaat uit 6 toernooien die gewonnen worden door:
- Naarderbos: Annemieke de Goederen en Kari Bakker
- Nunspeet: Sandra Eggermont en Thomas Merkx
- Herkenbosch: Annemieke de Goederen en Erik Bekker
- Grevelingenhout: Marcella van der Bom en Kars Gresel
- Maastricht Internationaal: Annemieke de Goederen en Greg McClurkin
- Cochem: Annemieke de Goederen en Thomas Merkx

## 2008

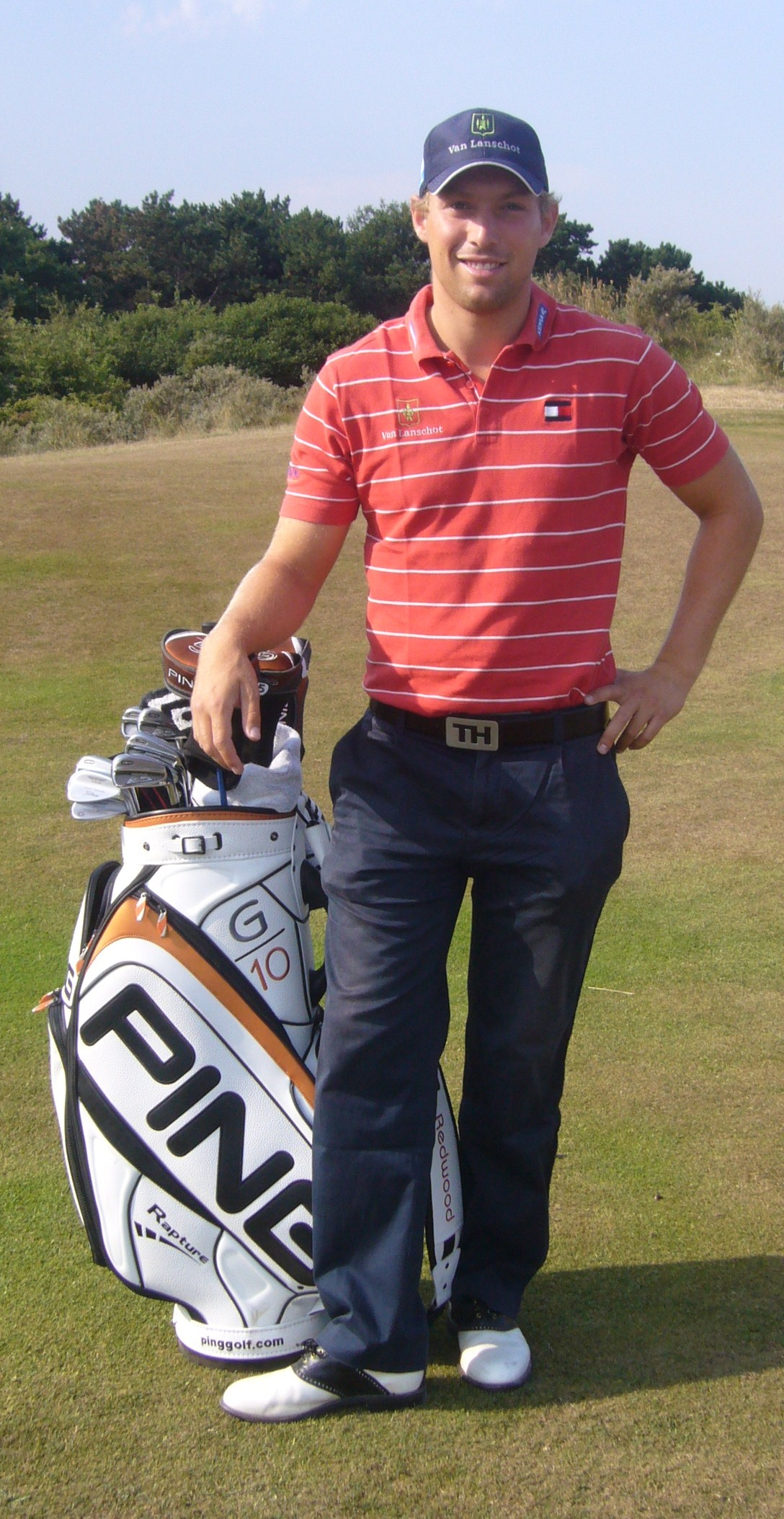
Floris de Vries, winnaar Nationaal Open

- De NK Matchplay op Geijsteren wordt gewonnen door Ruben Wechgelaer die in de finale Ben Collier met 4/3 verslaat. Myrte Eikenaar wint bij de dames.
- De Polynorm PGA Trophy op de Wouwse Plantage wordt gewonnen door Simon Crosby.
- Het PGA Kampioenschap voor de heren wordt gespeeld op Golfclub Maastricht en gewonnen door Ralph Miller.
- Het PGA Kampioenschap voor de dames wordt gespeeld op Golfbaan Delfland en gewonnen door Mette Hageman.
- De Senior Cup op de Dommel wordt gewonnen door Brian Gee.
- Het Ricoh Nationaal Dames Open op Amelisweerd wordt gewonnen door Christel Boeljon.
- Het Ricoh Nationaal Heren Open op de Rosendaelsche wordt gewonnen door Floris de Vries.
- Het Riwal Nationaal Senior Open op Crayestein wordt gewonnen door Brian Gee.
- Het Elopak-Fortapak Golftournament op Burggolf Wijchen wordt gewonnen door Ruben Wechgelaer.
- De Van Lanschot Twente Cup wordt gewonnen door John Boerdonk na een play-off tegen Allan McLean.

De Monday Tour bestaat uit 7 toernooien die gewonnen worden door:
- Burggolf Wijchen: Marjan de Boer en Martin Biersteker
- Heelsumse Veld: Mette Hageman en Ron Plas
- Maastricht Internationaal: Sandra Eggermont en Sven Muts
- Rosendaelsche: Mette Hageman en Frank Hoekzema
- Herkenbosch: Annemieke de Goederen en Bas Scheepens
- Hooge Bergsche: Annemieke de Goederen en Ron Plas
- Cochem: Mette Hageman en Tammo S. Murris

De Order of Merit wordt gewonnen door Ralph Miller, tweede staat Ruben Wechgelaer. Bij de dames staat Mette Hageman weer bovenaan.

## 2007
- De NK Matchplay op Geijsteren wordt gewonnen door John Bleys en Marjet van der Graaff.
- De Polynorm PGA Trophy op de Wouwse Plantage wordt gewonnen door Simon Crosby.
- Het Valvoline PGA Kampioenschap op Golfclub Kleiburg wordt gewonnen door Ralph Miller.
- Het PGA Kampioenschap op Het Rijk van Nijmegen wordt gewonnen door Marjan de Boer.
- De Senior Cup op de Dommel wordt voor de 9de keer gewonnen door Jan Dorrestein.
- Het Ricoh Nationaal Dames Open op Amelisweerd wordt gewonnen door amateur Kyra van Leeuwen. Beste pro is Marjan de Boer.
- Het Ricoh Nationaal Heren Open op de Hilversumsche wordt gewonnen door Robin Swane (in 2005 won hij dit als amateur).
- Het Riwal Nationaal Senior Open op Crayestein wordt voor de 4de keer gewonnen door Jan Dorrestein.
- De Van Lanschot Twente Cup wordt gewonnen door de Engelsman Mark Reynolds met een score van -10.

De Order of Merit wordt gewonnen door Ruben Wechgelaer en Mette Hageman.